# BBC Radio 2
BBC Radio 2 — британская общественная развлекательная радиостанция. Входит в BBC.

## История
В 1922—1927 гг. на AM были запущены ряд региональных радиостанций. В 1929 году они были объединены в BBC Regional program, в 1939 году была объединена с BBC National program в BBC Home Service, но в 1945 году её вещание было возобновлено на длинных волнах как BBC Light program, в 1954 году запущена версия на FM. В 05:30 30 сентября 1967 года получила современное название.
7 февраля 2024 года BBC анонсировало планы по созданию новой отдельной подстанции Radio 2 с вещанием на DAB и BBC Sounds, которая сфокусируется на музыке 1950-х, 60-х и 70-х годов с целью вернуть ушедших слушателей.

## Программы
Дневная программа вещания большей частью состоит из музыки жанра Adult Contemporary.

## Рейтинг
Самая популярная радиостанция в Великобритании. Студии BBC Radio 2 расположены в центре Лондона и примыкают к штаб-квартире BBC Broadcasting House.

## Вещание
Radio 2 вещает в Великобритании на частотах FM между 88.1 и 90.2 MHz. Программы также транслируются по цифровому радио, Sky Digital, Cable TV, IPTV, Freeview, Freesat и по Интернету.

## Радиоведущие

### Дневное время
- Майкл Болл
- Ken Bruce
- Alan Carr
- Chris Evans
- Aled Jones
- Sarah Kennedy
- Brian Matthew
- Jonathan Ross
- Dermot O'Leary
- Элейн Пейдж (Elaine Paige)
- Jeremy Vine
- Johnnie Walker
- Dale Winton
- Терри Воган
- Steve Wright
- Paul O'Grady
- Zoe Ball
- Lynn Parsons
- Emma Forbes
- Simon Mayo

### Ночное время
- Desmond Carrington
- Brian D'Arcy
- Russell Davies
- Paul Gambaccini
- Mike Harding
- Bob Harris
- Jools Holland
- David Jacobs
- Paul Jones
- Steve Lamacq
- Mark Lamarr
- Alex Lester
- Janice Long
- Richard Allinson
- Stuart Maconie
- Trevor Nelson
- Nigel Ogden
- Suzi Quatro
- Mark Radcliffe
- Frank Renton
- Clare Teal
- Alan Titchmarsh
- Claudia Winkleman

## Бывшие ведущие
- Jimmy Young (1973—2002)
- John Dunn (1967—1998)
- Alan Dell (1967—1995)
- Gloria Hunniford (1981—1995)
- Debbie Thrower (1995—1997)
- Benny Green
- David Hamilton (1975—1986)
- Anne Robinson (1988—1993, stand-in for Jimmy Young in 1996)
- Jim Lloyd: Folk on 2 (1970—1997)
- Ray Moore (1967—1988)
- Graham Knight Weekend Breakfast (1988—1992)
- Ed Stewart (1980—1984, 1991—2006)
- Des Lynam (1970—1980, 1998—1999)
- Katrina Leskanich (1998—2000)
- Sybil Ruscoe (2003—2004)
- Don Maclean (1990—2006)
- Humphrey Lyttelton (1967—2008)
- Nick Barraclough (1992—2007)
- Michael Parkinson (1996—2007)
- Canon Roger Royle (1991—2008)
- Matthew Wright (2005—2008)
- Russell Brand (2006—2008)
- Bob Dylan (2007—2009)
- Pete Mitchell (2006—2009)
- Mo Dutta (1994—2009)
- Malcolm Laycock (1995—2009)
- Pete Murray (1967—1983)

## Директора
| Годы в должности     | Директор           |
| -------------------- | ------------------ |
| 1967—1968            | Robin Scott        |
| 1968—1976            | Douglas Muggeridge |
| 1976—1978            | Derek Chinnery     |
| 1978—1980            | Charles McLelland  |
| 1980—1984            | David Hatch        |
| 1984—1990            | Bryant Marriott    |
| 1990—1995            | Frances Line       |
| 1996—2004            | James Moir         |
| 2004—2008            | Lesley Douglas     |
| 2009—настоящее время | Bob Shennan        |

## Скандалы
В одном из эпизодов «The Russell Brand Show», вышедшем в эфир 18 октября 2008 года, Рассел Брэнд и его коллега-диджей Джонатан Росс сделали несколько телефонных звонков актёру Эндрю Саксу, который в этот день должен был быть гостем программы, но так и не пришёл. После того как актёр не ответил, Бренд и Росс оставили на его автоответчике сообщение о том, что Бренд переспал с его внучкой Джиорджиной Бейли, участницей танцевальной труппы The Satanic Sluts («Сатанинские шлюхи»). 26 октября британская газета «The Mail on Sunday» опубликовала статью об этой истории, положив начало крупному скандалу. В BBC пришло рекордное количество писем с жалобами от слушателей. Поведение Бренда и корпорация BBC подверглись критике со стороны ряда членов британского парламента и премьер-министра Гордона Брауна. В результате Бренд вынужден были уйти из BBC, а Россу запретили появляться в эфире в течение трёх месяцев. Директор BBC Radio 2 также подал в отставку, а британские власти оштрафовали BBC на сумму в £150 000.
Сразу же после того, как разразился скандал, перед домом Бренда собралась толпа журналистов. При появлении Бренда журналисты попросили его прокомментировать инцидент. В ответ Бренд с ухмылкой на лице повторил несколько раз «Харе Кришна» и удалился в сопровождении своего телохранителя. Газета «The Telegraph» сочла «повторение религиозной мантры, столь любимой бритоголовыми людьми в оранжевой одежде», очень странным способом принесения извинений Эндрю Саксу.